# Ivar Waller

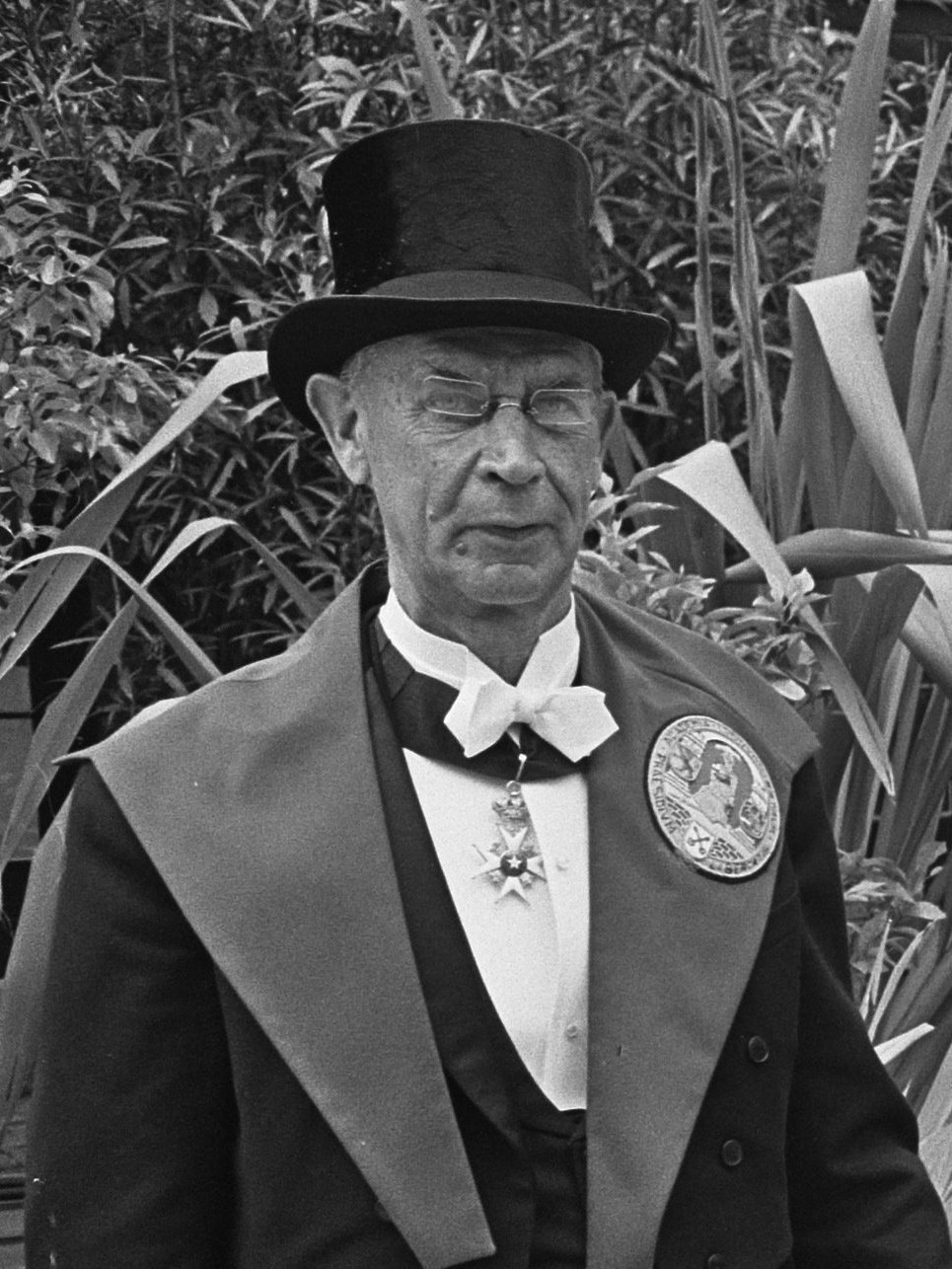
Ivar Waller (Leiden, 1965)

Ivar Waller (Flen, 11 de junio de 1898-Uppsala, 12 de abril de 1991) fue un físico sueco. Predijo el fenómeno de la dispersión anómala de rayos X y cointrodujo el factor de Debye-Waller. 

## Biografía
Waller se licenció en Filosofía por la Universidad de Uppsala en 1922 y obtuvo un doctorado en 1925 con la tesis Theoretische Studien zur Interferenz- und Dispersionstheorie der Röntgenstrahlen, trabajo donde introdujo el factor de Debye-Waller, y le valió reconocimiento internacional. Se convirtió en profesor el mismo año. Fue profesor de Mecánica y Física matemática en Uppsala desde 1934 hasta su jubilación en 1964.
Waller fue miembro de la Sociedad de Ciencias de Uppsala desde 1938, miembro de la Real Academia de las Ciencias de Suecia desde 1945 y miembro del Comité Nobel de Física entre 1945 y 1971. En 1950 fue elegido miembro de la Sociedad Fisiográfica de Lund y en 1963 devino miembro extranjero de la Academia de Ciencias de Noruega en Oslo. La Universidad de Leiden lo nombró doctor honorario en 1965. Fue miembro del Consejo Nacional Sueco para la Investigación Nuclear (1947-1965) y miembro de la junta directiva de AB Atomenergi (1968-1969).
Sus padres fueron Erik Waller y Signe Frigell. Se casó en 1932 con la ingeniera diplomada Irène Glucksmann. Ivar Waller está enterrado en Uppsala.